# NGC 1377
NGC 1377 è una galassia lenticolare situata nella costellazione di Eridano ad oltre 70 milioni di anni luce dalla Terra.
NGC 1377 era stata già oggetto di studio con osservazioni del Telescopio spaziale Spitzer che ne aveva rivelato la natura di galassia starburst.
Nel 2016 è stato pubblicato uno studio condotto da un gruppo di astronomi guidati da Susanne Aalto dell'Università di Chalmers, utilizzando i dati raccolti dal radiotelescopio Atacama Large Millimeter/submillimeter Array (ALMA). Le osservazioni hanno evidenziato l'emissione di un getto che fuoriesce dal centro galattico lungo circa 500 anni luce e spesso 60 anni luce che viaggia alla velocità di non meno di 800.000 km/h. Questo getto ha un'insolita struttura a vortice, molto diversa da quanto solitamente si osserva nei nuclei galattici attivi, dove i getti di plasma caldo sono piuttosto compatti. Qui il getto ha un composizione prevalentemente di gas molecolare freddo. E stato calcolato che nell'arco di circa 500.000 anni sia stato espulso l'equivalente di circa 2 milioni di masse solari.
Sono state avanzate due ipotesi per spiegare l'insolito aspetto vorticoso del getto: un flusso irregolare di gas che precipita verso il buco nero supermassiccio di NGC 1377, o che il centro galattico contenga due buchi neri supermassicci in reciproca rotazione.

## Gruppo di NGC 1395
NGC 1377 fa parte del Gruppo di NGC 1395, a sua volta incluso nel più vasto Ammasso di Eridano, e che comprende almeno 31 galassie, tra cui NGC 1315, NGC 1325, NGC 1331, NGC 1332, NGC 1347, NGC 1353, NGC 1371, NGC 1377, NGC 1385, NGC 1395, NGC 1401, NGC 1414, NGC 1415, NGC 1422, NGC 1426, NGC 1438, NGC 1439, IC 1952, IC 1953 e IC 1962.